# 中村忠司
中村 忠司（なかむら ただし、1961年 - ）は、日本の観光学者、東京経済大学コミュニケーション学部教授、日本フードツーリズム学会会長。

## 経歴
1961年、大阪府生まれ。
1984年、関西大学経済学部を卒業して、日本交通事業社（後のJTBコミュニケーションデザイン）に入社し、以降、観光関係のプロモーション、ブランディングなどに従事して、広島営業部長、事業開発局チーフプロデューサーなどを経験した。この間、2013年から法政大学大学院政策創造研究科政策創造専攻に学び、2015年に修了して、修士（政策学）を取得した。さらに、2015年から一橋大学大学院社会学研究科博士後期課程に進んだ。
2016年に大阪観光大学観光学部教授となり、同大学観光学研究所所長を務めた。
2019年4月に東京経済大学コミュニケーション学部教授に転じ、2020年6月には日本フードツーリズム学会会長に就任した。

## おもな著書

### 共著
- （安田亘宏、吉口克利との共著）食旅入門 : フードツーリズムの実態と展望、教育評論社、2007年
- （安田亘宏、吉口克利との共著）犬旅元年 : ペットツーリズムの実態と展望、教育評論社、2008年
- （安田亘宏、上野拓との共著）祭旅市場 : イベントツーリズムの実態と展望、教育評論社、2008年
- （安田亘宏、上野拓、吉口克利との共著）鉄旅研究：レールウェイツーリズムの実態と展望、教育評論社、2010年
- （増淵敏之、溝尾良隆、安田亘宏、橋本英重、岩崎達也、吉口克利、浅田ますみとの共著）コンテンツツーリズム入門、古今書院、2014年
- （安田亘宏との共著）旅行会社物語、教育評論社、2018年

### 共編著
- （王静との共編著）新・観光学入門、晃洋書房、2019年